# ОКК Нови Пазар
Омладински кошаркашки клуб Нови Пазар је српски кошаркашки клуб из Новог Пазара. У сезони 2020/21. се такмичи у Кошаркашкој лиги Србије.

## Историја
Клуб је основан 1969. године. Од сезоне 2018/19. такмичи се у Кошаркашкој лиги Србије.

## Учинак у претходним сезонама
| Сез.     | Првенство Србије — КЛС | Првенство Србије — Суперлига | Куп Србије   | Регионално такмичење            | Европско такмичење |
| -------- | ---------------------- | ---------------------------- | ------------ | ------------------------------- | ------------------ |
| 2018/19. | 2. место               | 4. место групе Б             | Четвртфинале | —                               | —                  |
| 2019/20. | 4. место               | —                            | —            | Друга Јадранска лига − 9. место | —                  |

## Познатији играчи
- Немања Крстић
- Санел Мукановић
- Никола Чворовић

## Познатији тренери
- Бошко Ђокић